# Quediomacrus
Quediomacrus  (лат.) — род коротконадкрылых жуков из подсемейства Staphylininae (Staphylinidae). Центральная Америка: Гватемала, Коста-Рика, Мексика. 2 вида.

## Описание
Длина около 17—22 мм, окраска тела одноцветная тёмная; усики, голова, переднегрудка, надкрылья и брюшко чёрные, блестящие. Глаза небольшие, плоские, размещены в переднебоковой части головы. Мандибулы длинные с двумя зубцами. Таксон Quediomacrus сближают с родами Quelaestrygon, Lonia и Alesiella из трибы Staphylinini, от которых отличается полностью тёмным (до почти чёрного) брюшком; почти квадратными (или слабо поперечными) по форме 5—10-м члениками усиков; простернумом без продольного киля и другими морфологическими признаками.
Обнаружены в высокогорных лесах (смешанных сосново-дубовых и дубовых лесах, а также в облачных высокогорных лесах), на высотах более 1480 м в различных условиях: под корой, в разлагающихся растениях рода Agave и кактусах вида Myrtillocactus geometrizans Cons.

## Систематика
Систематическое положение Quediomacrus внутри трибы Staphylinini остаётся неясным, род помещён в корневую для трибы группу Quediomacrus genus group (включающую рода Alesiella, Quelaestrygon, Lonia), сестринскую к роду Quedionuchus (включающему часть видов из рода Quedius).
- Quediomacrus pollens Sharp — Гватемала, Коста-Рика, Мексика
- Quediomacrus puniceipennis (Solsky) — Мексика